# Dizionari della lingua siciliana
I dizionari della lingua siciliana, possono essere suddivisi in quelli in uso, che descrivono il lessico siciliano effettivamente in uso e in vocabolari etimologici e storici, che hanno l'obiettivo di documentare e illustrare la storia, la semantica e l'etimologia delle parole. 

## Storia
Il Vallilium, primo dizionario bilingue, dal latino al siciliano (volgare), fu pubblicato nel 1500 dall'agrigentino Nicolò Valla (1475? - post 1525). Nel 1520 ci fu la prima traduzione in castigliano, a  opera di Lucio Cristoforo Scobar, mentre nel 1751 l'abate Michele Del Bono vi aggiunse l'italiano.
Nell'800 sono apparsi diversi dizionari siciliano-italiano. Oltre allo spagnolo sono stati pubblicati anche dizionari siciliano - inglese.

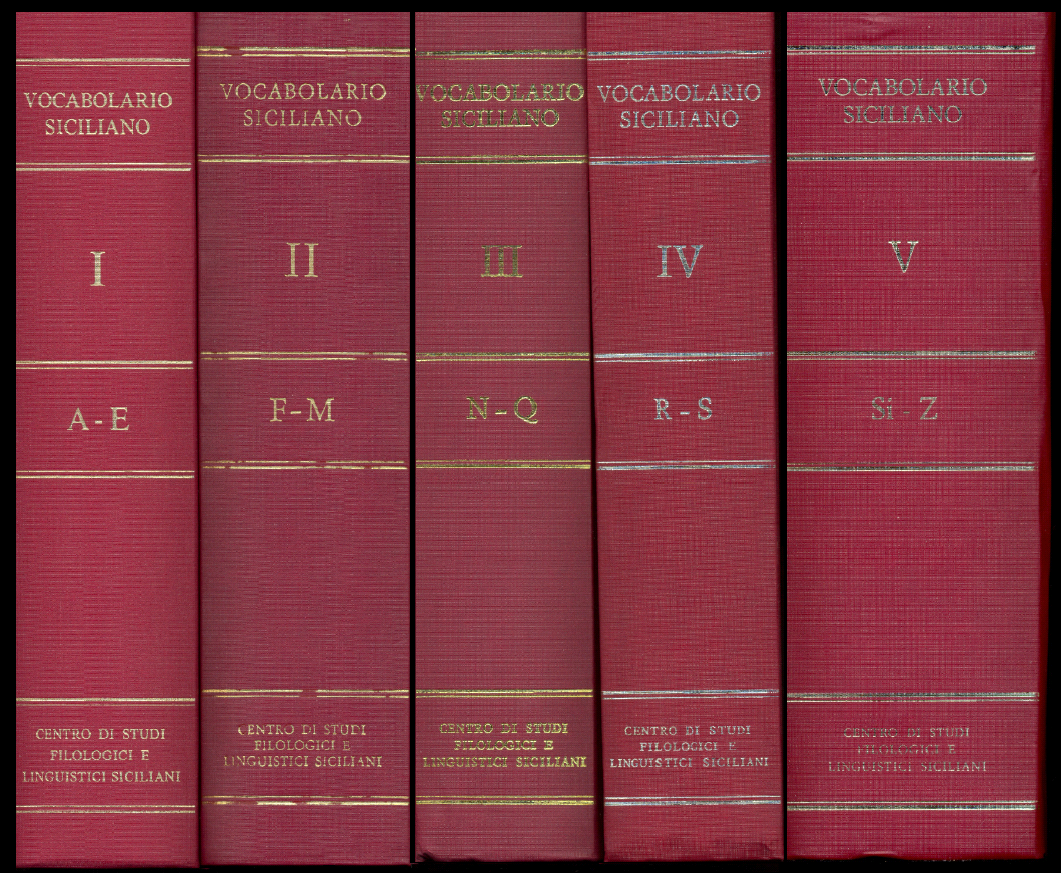
I cinque volumi del Vocabolario Siciliano, edito dal CSFLS

Tra il 1977 e il 2002 è stata pubblicata l'opera in cinque volumi Vocabolario Siciliano.

## Dizionari

### In uso
- Giorgio Piccitto, Giovanni Tropea, Salvatore Carmelo Trovato, Vocabolario Siciliano, 5 voll., Palermo, CSFLS, 1977-2002

### Etimologici
- Alberto Varvaro, Vocabolario storico-etimologico del siciliano, 2 voll., Palermo, CSFLS, 2014
- Salvatore Giarrizzo, Dizionario Etimologico Siciliano, Palermo, Herbita, 1989
- Antonino Pagliaro, Vocabolario etimologico siciliano: rabba - ruzzulari, Centro di studi filologici e linguistici siciliani, Palermo, 1975

## Vocabolari bilingue

### Siciliano - italiano
- Antonino Caglià-Ferro, Nomenclatura familiare siculo-italica seguita da una breve fraseologia compilata per Antonino Caglià da Messina, Messina, Capra, 1840.
- Vincenzo Mortillaro, Nuovo dizionario Siciliano Italiano compilato da una Società di persone di lettere, Palermo, Stamperia Oretea, 1838-1844. (Volume I, lettere A-M) (Vol. II, lettere N-Z)
- Vincenzo Mortillaro, Nuovo dizionario siciliano-italiano (A-Z), Palermo, Stamperia di Pietro Pensante, 1853.
- Giuseppe Biundi, Vocabolario manuale completo siciliano-italiano, Palermo, Tipografia Carini, 1851.
- Giuseppe Biundi, Dizionario siciliano-italiano (A-Z), Palermo, Fratelli Pedone Lauriel Editori, 1857.
- Antonino Traina, Nuovo vocabolario Siciliano-Italiano, Palermo, Giuseppe Pedone Lauriel Editore, 1868
- Vincenzo Nicotra, Dizionario Siciliano Italiano, Stab.tip. Bellini, Catania, 1883 (nuova edizione, Dizionario del dialetto siciliano, Edizioni Grifo, 2020)
- Salvatore Camilleri, Vocabolario Italiano Siciliano, Catania, Edizioni Greco, 1988
- Lucio Zinna, Vocabolario Siciliano-italiano, Italiano-siciliano, Palermo, Antares, 2002
- Pietro Moceo, Gabriella Cassarà, Vocabolario Italiano Siciliano, Palermo, Dario Flaccovio editore, 2022

### Siciliano-latino
- Nicolò Valla, Vocabolarium vulgare cum latino apposito, Firenze, 1514[2]
- Lucio Cristoforo Scobar, Vocabolarium Nebrissense ex siciliense sermone in latinum traductum, Venezia, Stamperia Bernardino Benaglio, 1519
- Michele del Bono, Dizionario siciliano italiano latino, Palermo, Stamperia di Giuseppe Gramignani, (3 voll.), 1751-1754 (vol. I, lettere A-F)
- Michele Pasqualino, Vocabolario siciliano etimologico, italiano, e latino, Palermo, dalla Reale Stamperia, (5 voll.), 1789-1795 (lettere KH-OZ, lettere SD-ZU).
- Eugenio Elefante, Dizionario siculo-latino : tratto dal Vallilium di Nicolò Valla, Edizioni librarie siciliane, 1989
- Alfonso Leone (a cura), Il Vocabolario siciliano-latino di Lucio Cristoforo Scobar, Palermo, 1990, CSFLS

### Siciliano-spagnolo
- Elio Antonio de Nebrija, Lucio Cristoforo Scobar,Vocabularium Nebrissense: ex latino sermone in Siciliensem & hispaniensem denuo traductum, Venezia, Stamperia Bernardino Benaglio, 1520
- Elio Antonio de Nebrija, Lucio Cristoforo Scobar, Lessico latino-spagnolo-siciliano, (2 voll.) Messina, 1990-1997

### Siciliano-inglese
- Joseph Bellestri, Basic English-Sicilian Dictionary, University of Michigan, 1985
- Joseph F. Privitera, Sicilian-English, English-Sicilian Dictionary & Phrasebook, Hippocrene Books, 2003

## Grammatiche
- Giuseppe Pitrè, Grammatica siciliana del dialetto e delle parlate, Palermo, 1875 (nuova edizione a cura di A. Varvaro, Grammatica Siciliana, Palermo, Sellerio Editore, 1979, ISBN 88-389-2276-4)
- Salvatore Camilleri, Grammatica essenziale della lingua siciliana. Per la Scuola media, Catania, Greco edizioni, 2001